# Taiko

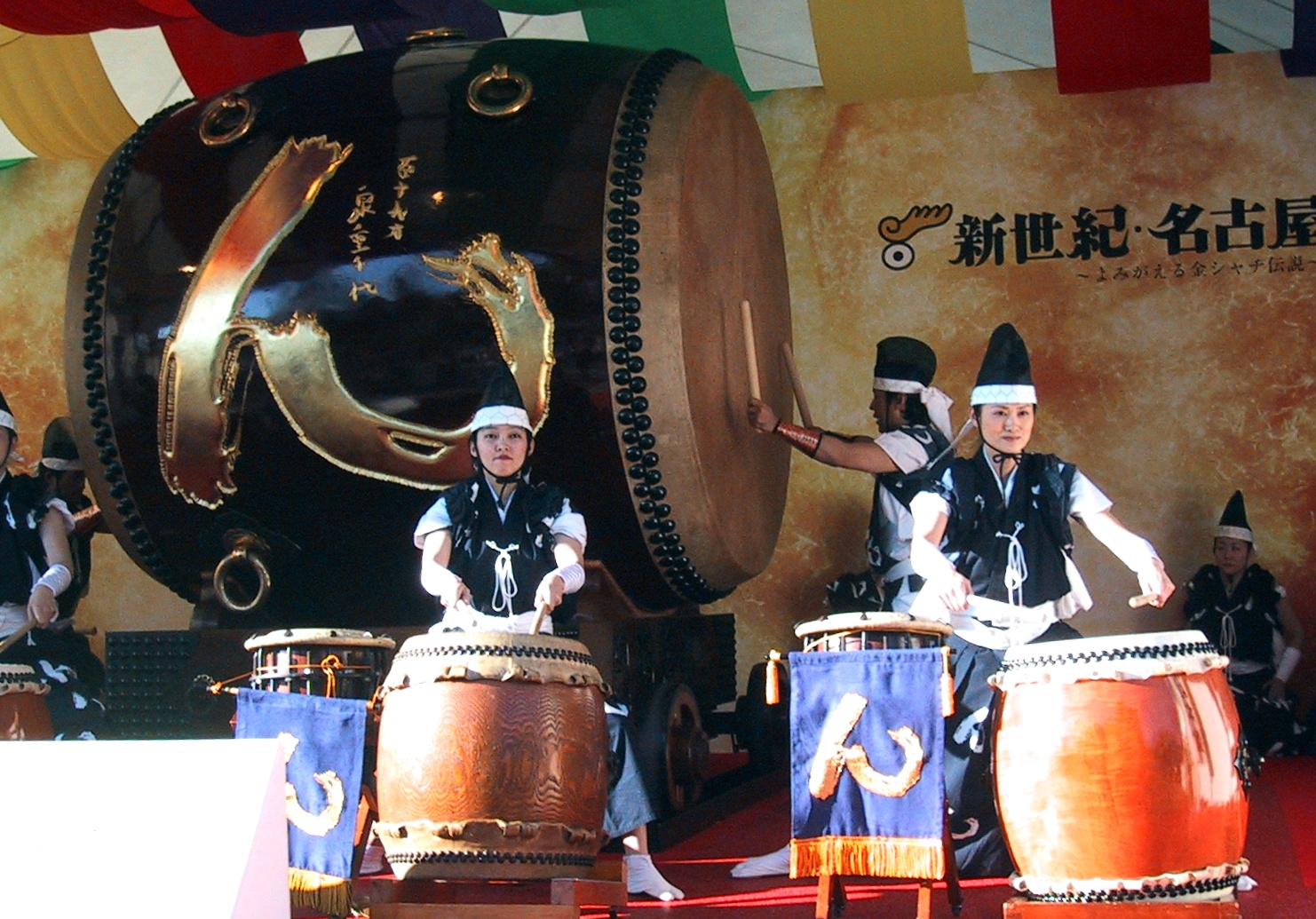
Taiko av olika storlekar, den största gjord av en enda trädstam.

Taiko (太鼓) betyder "stortrumma" på japanska och används utanför Japan ofta som ett samlingsnamn på en mängd olika japanska trummor. Taiko används i ceremonier, tillsammans med andra instrument, eller av orkestrar bestående enbart av trummor. Tidigare också som militärmusikinstrument.
Taikomusik är mycket suggestiv och dynamisk, och spelas ofta i kombination med flöjter. 